# Missa Cellensis in honorem Beatissimae Virginis Mariae

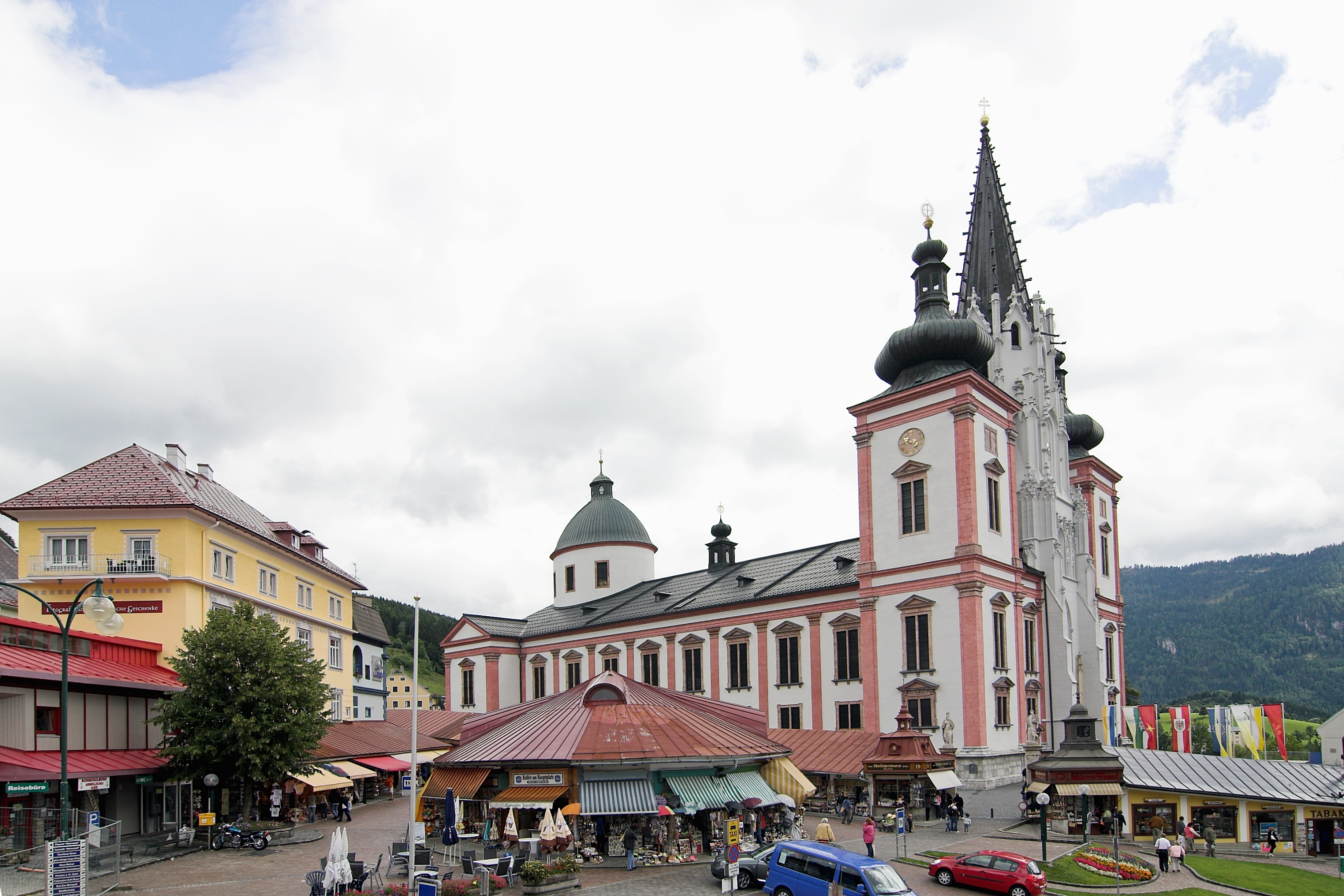
Basilika von Mariazell

Die Missa Cellensis in honorem Beatissimae Virginis Mariae (‚Mariazeller Messe zu Ehren der seligsten Jungfrau Maria‘; auch Große Mariazeller Messe) in C-Dur (Hob. XXII:5) ist eine Messkomposition Joseph Haydns. Sie ist auch bekannt unter dem allerdings weder authentischen noch zutreffenden Titel Missa Sanctae Caeciliae oder deutsch „Cäcilienmesse“. Dieser Beiname findet sich zwar schon um 1800 auf einzelnen Abschriften der Messe, geht aber nicht auf Haydn zurück (zudem steht die Messe in keinem den Namen rechtfertigenden Zusammenhang mit der heiligen Cäcilia). Ein 1970 in Rumänien aufgefundenes Fragment der autographen Partitur Haydns nennt den vollständigen Titel, der das Werk ebenso wie die 1782 entstandene Missa Cellensis (Mariazeller Messe) (Hob. XXII:8) dem Marienwallfahrtsort Mariazell in der Steiermark zuordnet, daher der Name Missa Cellensis der beiden Werke.

## Geschichte
Nach aktuellen musikhistorischen Erkenntnissen begann Haydn die Komposition der Messe im Jahr 1766, in diesem Jahr wurde Haydn erster Kapellmeister beim Fürsten Esterházy und war damit auch für die Kirchenmusik zuständig. Abgeschlossen wurde die Komposition wohl erst im Jahr 1773. Diese Messe ist die größte Messkomposition, die er jemals geschrieben hat. Vor allem das Gloria hat eine enorme Länge, es besitzt 821 Takte und ist in 7 Teile untergliedert. Diese Form entspricht der Kantatenmesse. Wahrscheinlich wollte Haydn mit dieser Messe sein ganzes kompositorisches Können unter Beweis stellen, denn die Messe ist reich an Fugen, fugierten Stellen und fast opernhaften Soli. Eine Aufführung der Messe dauert ca. 65 min. Dies würde den liturgischen Rahmen sprengen, aus diesem Grund wurde die Erstausgabe der Partitur 1807 von Breitkopf & Härtel in gekürzter Form verlegt. Ob der Beiname „Cäcilienmesse“ mit einer Aufführung durch die Wiener Tonkünstler-Bruderschaft der Cäcilienkongregation (in der zeitweise der Auftraggeber der Messe vermutet wurde) anlässlich des Festes der Heiligen Cäcilia an einem 22. November zusammenhängt, ist dokumentarisch nicht belegbar.

## Besetzung
- Soloquartett (Sopran, Alt, Tenor, Bass)
- Chor (SATB)
- 2 Oboen, 2 Fagotte, 2 Trompeten, Pauken, Violine I und II, Viola, Violoncello, Kontrabass, Orgel

## Aufbau
- Kyrie: Largo – Allegro
- Gloria:
  - Gloria: Allegro molto
  - Laudamus te: Moderato
  - Gratias: Alla breve
  - Domine Deus: Allegro
  - Qui tollis: Adagio
  - Quoniam: Allegro molto
  - Cum Sanctu Spiritu / In gloria Dei: Largo – Allegro molto
- Credo: Vivace – Largo – Allegro
- Sanctus: Adagio – Allegro
- Benedictus: Andante – Allegro
- Agnus Dei: Largo – Presto

### Ausgaben
- Joseph Haydn: Messen Nr. 1–2 (mit Kritischem Bericht). Herausgegeben von James Dack und Georg Feder. Henle, München 1993.
- Joseph Haydn: Missa Cellensis in honorem BVM in c. Herausgegeben von Leonhard Riedel. Carus, Stuttgart 2009, ISMN 979-0-007-09207-8 (Suche im DNB-Portal).

### Sekundärliteratur
- James Dack: The Dating of Haydn’s Missa Cellensis in honorem Beatissimae Virginis Mariae: An Interim Discussion. In: Haydn Yearbook 13 (1982), S. 97–112.
- Ullrich Scheideler: Missa Cellensis in honorem Beatissimae Virginis Mariae [C-Dur] »Caecilienmesse«, »Missa Sanctae Caeciliae« Hob. XXII:5. In: Silke Leopold, Ullrich Scheideler: Oratorienführer. Metzler, Stuttgart 2000, ISBN 3-476-00977-7, S. 317f.
- Matthias Walz: Missa Cellensis in honorem Beatissimae Virginis Mariae C-Dur (»Caecilienmesse«), Hob. XXII: 5. In: Hans Gebhard (Hrsg.): Harenberg Chormusikführer. Harenberg, Dortmund 1999, ISBN 3-611-00817-6, S. 407–409.